# Temple protestant (Moussac)

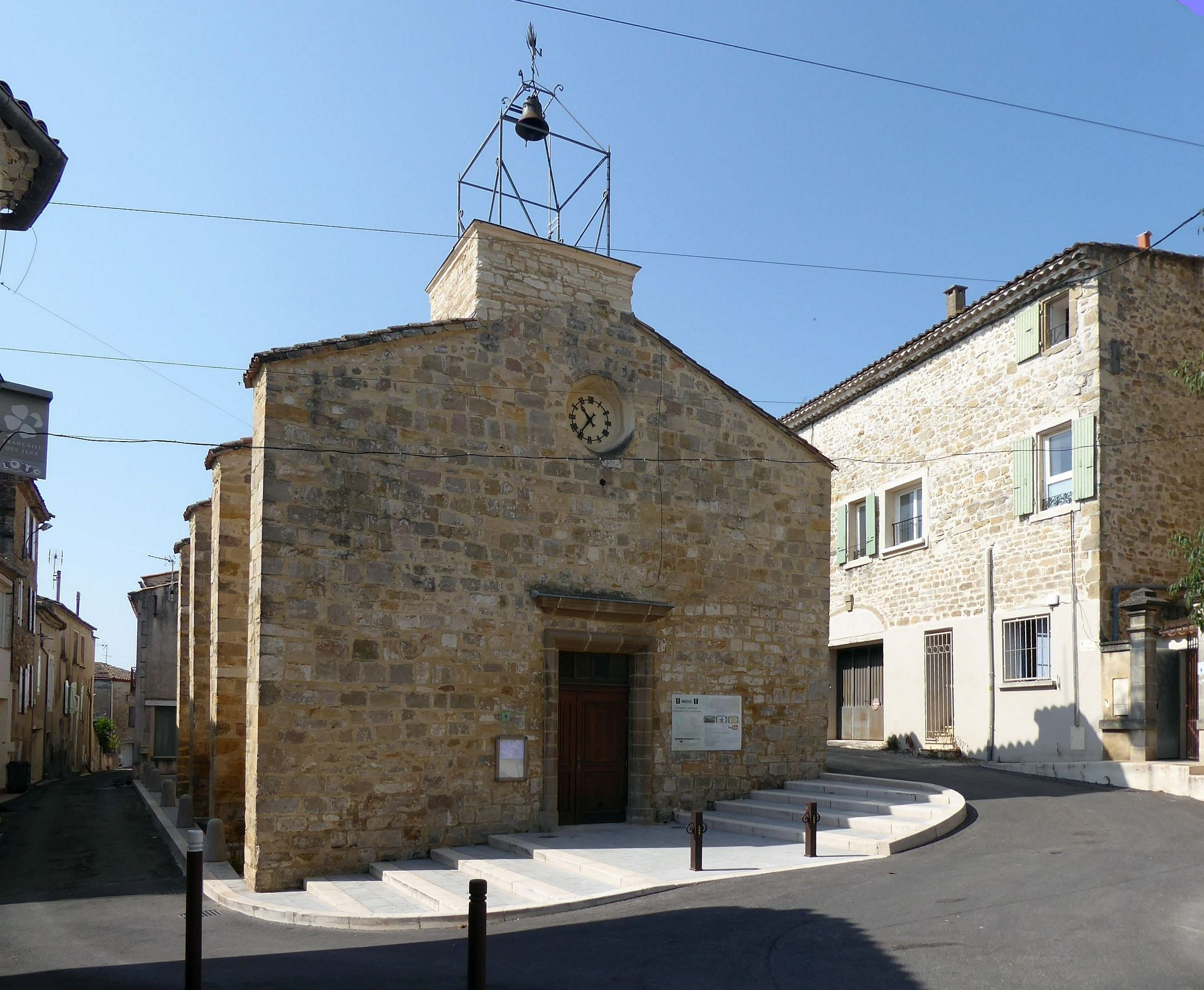
Temple protestant, Westfassade

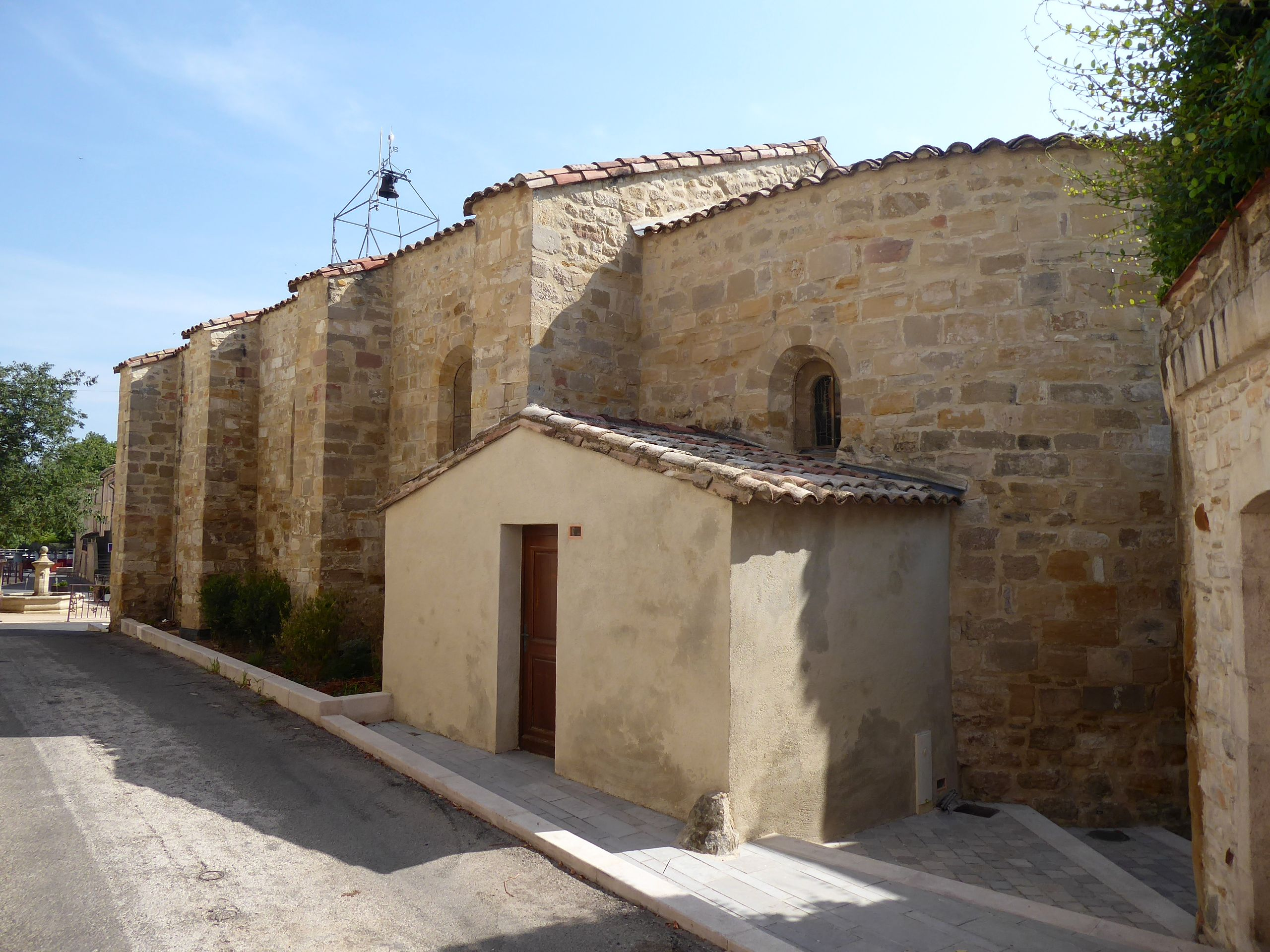
Blick zum Chor

Der Temple protestant (deutsch: Evangelische Kirche) ist ein Kirchengebäude der Vereinigten Protestantischen Kirche Frankreichs in  Moussac im  Département Gard (Region Okzitanien). Die Kirche ist seit 1977 als Monument historique klassifiziert.

## Geschichte
Die Kirche entstand im 12. Jahrhundert im Stil der Romanik als einschiffige Saalkirche von drei Jochen mit einer Halbkreisapsis als Chorschluss direkt unterhalb der Burg der Bischöfe von Uzès, als deren Kapelle sie gedient haben dürfte. Im 16. Jahrhundert wurde im Zuge der Reformation an der Kirche der reformierte Gottesdienst eingeführt. Als Folge des Edikts von Nantes wurde die Kirche wieder den Katholiken übergeben, während sich die Reformierten eine eigene Kirche im Ort errichten konnten. Diese wiederum wurde nach der Aufhebung des Edikts im Jahr 1685 zerstört. Die romanische Kirche wurde nach der Eroberung des Ortes, der sich die Besatzung der Burg widersetzen konnte, durch die Kamisarden in Brand gesetzt.
Wie in vielen Orten der Region blieb auch in Moussac die Bevölkerung mehrheitlich reformiert. Nach dem Ausbruch der Französischen Revolution wurde die alte Kirche 1792 von den Reformierten aufgekauft und dient seitdem als evangelisches Gotteshaus von Moussac. Im Jahr 1928 konnten die Glasfenster angeschafft werden.